# جيمس إم. لانغلي
جيمس إم. لانغلي (بالإنجليزية: James M. Langley)‏ هو محرر ودبلوماسي وصحفي أمريكي، ولد في 11 أكتوبر 1894 في Hyde Park, Boston ‏ في الولايات المتحدة، وتوفي في 23 يونيو 1968 في كونكورد في الولايات المتحدة بسبب مرض.